# Aviation navale
La Aviación Naval Francesa (en francés: Aviation Navale, abreviada como AVIA) es el arma aérea de la Marina Nacional francesa. Antes era conocida como Aeronáutica Naval (Aéronautique Navale) y abreviada Aéronavale.

## Composición
La Aeronavale nació como una fusión de escuadrones de portaaviones y la patrulla naval aérea, la Aeronavale fue creada el 19 de junio de 1998. El cuartel general está bajo el comando de un almirante (ALAVIA) en Tolón. 
Tiene cuatro componentes:
- Los escuadrones de los portaaviones Charles de Gaulle, que incluyen aeronaves Rafale, Super Étendard, y E-2 Hawkeye.

- Unidades de la patrulla aérea: Breguet, Atlantique

- Helicópteros con base en navíos, que incluyen: Daulphin, Panther, Super Frelon, Lynx, Alouette III.

Los pilotos de la Aeronavale que serán establecidos en portaaviones hacen su entrenamiento inicial en la base aérea Salon-de-Provence, después lo completan con la marina estadounidense.

## Aeronaves
La Aeronavale opera 224 aeronaves, incluyendo 60 aviones de combate y 89 helicópteros. El 79% de las aeronaves de la marina son construidas en Francia.

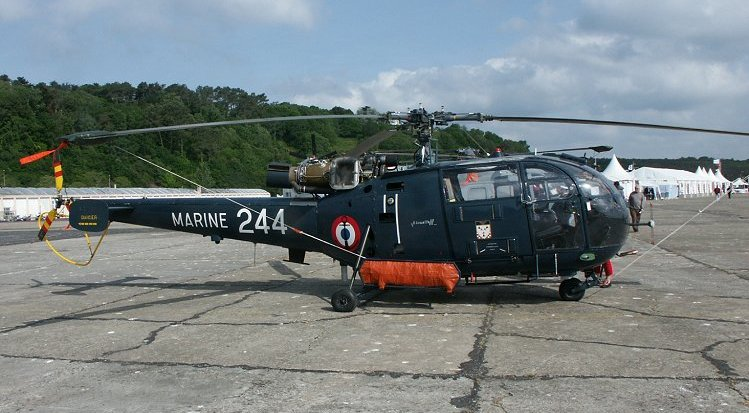
Las marcas MARINE son claramente visibles en el Alouette III.

La Aeronavale incluye:
- Aérospatiale Alouette III
- Aérospatiale Super Frelon
- Breguet Atlantique
- Dassault Falcon 20
- Dassault Falcon 50 Las marcas MARINE son claramente visibles en el Alouette III.
- Dassault Rafale
- Dassault-Breguet Super Étendard
- Embraer EMB 121 Xingu
- Eurocopter Dauphin
- Eurocopter Panther
- Grumman E-2 Hawkeye
- Mudry CAP 10
- Nord 262
- Westland Lynx

## Distintivos históricos

Escarapela utilizada hasta 1945.
Distintivo de cola.